# Авраменко Василь Степанович
Василь Степанович Авраменко (нар. 1892, с. Велике Устя — пом. 1922) — один з активних борців за Радянську владу на Далекому Сході, був членом Владивостоцької Ради робітничих і солдатських депутатів, членом Владивостоцького підпільного комітету РКП(б). Його іменем названа вулиця і клуб торговельного порту у Владивостоці.

## Життєпис
Народився у селі Велике Устя. З 1912 року жив у Владивостоці, звідки був призваний в армію в роки Першої світової війни. На російсько-німецькому фронті він активно включився в революційну діяльність і вже у 1917 році став більшовиком. На фронті за проявлений героїзм отримав чин прапорщика.
Повернувшись з фронту до Владивостока, працював в торговому порту вантажником, вів активну партійну роботу, був членом партійної комісії Владивостоцького Ради робітничих і солдатських депутатів.
У 1918 році брав участь у боях на Уссурійському фронті і в діях партизанських загонів Примор'я. У грудні 1918 року був заарештований білогвардійцями, а в січні 1919 року втік з в'язниці.
У 1920 році був обраний головою Союзу вантажників Владивостоцького морського порту. В умовах терору він організовував страйки, що зривали військові перевезення білогвардійців, налагоджував зв'язок з партизанами. 23 жовтня 1921 року був заарештований білогвардійською контррозвідкою. Від нього, як учасника підпільної більшовицької організації, вимагали видачі партійців-підпільників. Утримання у в'язниці і тортури підірвали його здоров'я.
Василь Степанович помер у лікарні 28 травня 1922 року.

## Вшанування
26 квітня 1923 року рішенням бюро Приморського губернського комітету Російської комуністичної партії (більшовиків) Інтендантська вулиця на півострові Шкота була перейменована на честь голови Спілки вантажників Владивостоцького морського порту Авраменка.